# Cyrtolabulus zethiformis
Cyrtolabulus zethiformis är en stekelart som först beskrevs av Giordani Soika 1958.  Cyrtolabulus zethiformis ingår i släktet Cyrtolabulus och familjen Eumenidae. Inga underarter finns listade i Catalogue of Life.